# Türkgücü München 2020-2021
Questa voce raccoglie le informazioni riguardanti il Türkgücü München nelle competizioni ufficiali della stagione 2020-2021.

## Stagione
Nella stagione 2020-2021 il Türkgücü Monaco, allenato da Alexander Schmidt, Andreas Pummer e Serdar Dayat, concluse il campionato di 3. Liga al 13º posto. In Coppa Baviera il Türkgücü Monaco vinse la finale con l'Illertissen.

## Rosa
| N. |                          | Ruolo | Calciatore            |
| -- | ------------------------ | ----- | --------------------- |
| 1  | Germania (bandiera)      | P     | René Vollath          |
| 2  | Corea del Sud (bandiera) | D     | Yi-young Park         |
| 3  | Germania (bandiera)      | D     | Kilian Jakob          |
| 3  | Germania (bandiera)      | D     | Moritz Römling        |
| 5  | Germania (bandiera)      | C     | Benedikt Kirsch       |
| 7  | Germania (bandiera)      | C     | Alexander Laukart     |
| 7  | Germania (bandiera)      | A     | Leroy-Jacques Mickels |
| 8  | Germania (bandiera)      | C     | Ünal Tosun            |
| 9  | Germania (bandiera)      | A     | Lucas Röser           |
| 9  | Kosovo (bandiera)        | A     | Albion Vrenezi        |
| 10 | Turchia (bandiera)       | C     | Sercan Sararer        |
| 11 | Germania (bandiera)      | C     | Sebastian Maier       |
| 13 | Germania (bandiera)      | D     | Alexander Sorge       |
| 14 | Francia (bandiera)       | A     | Mounir Bouziane       |
| 14 | Italia (bandiera)        | A     | Yomi Scintu           |
| 15 | Germania (bandiera)      | D     | Maxime Awoudja        |
| 15 | Germania (bandiera)      | C     | Paterson Chato        |
| 16 | Germania (bandiera)      | C     | Luis Jakobi           |
| 17 | Germania (bandiera)      | D     | Kilian Fischer        |
| 18 | Germania (bandiera)      | C     | Boubacar Barry        |
| 19 | Germania (bandiera)      | D     | Sebastian Hertner     |
| 19 | Germania (bandiera)      | A     | Furkan Kircicek       |

| N. |                        | Ruolo | Calciatore        |
| -- | ---------------------- | ----- | ----------------- |
| 20 | Germania (bandiera)    | C     | Philip Türpitz    |
| 20 | Germania (bandiera)    | A     | Noel Niemann      |
| 21 | Germania (bandiera)    | C     | Omar Sijarić      |
| 22 | Germania (bandiera)    | C     | Aaron Berzel      |
| 23 | Germania (bandiera)    | D     | Moritz Kuhn       |
| 23 | Austria (bandiera)     | D     | Stefan Stangl     |
| 24 | Austria (bandiera)     | C     | Philipp Erhardt   |
| 24 | Germania (bandiera)    | A     | Eric Hottmann     |
| 25 | Croazia (bandiera)     | A     | Petar Slišković   |
| 26 | Germania (bandiera)    | P     | Franco Flückiger  |
| 27 | Germania (bandiera)    | A     | Amani Mbaraka     |
| 28 | Turchia (bandiera)     | A     | Kerem Kavuk       |
| 29 | Germania (bandiera)    | C     | Atakan Akkaynak   |
| 33 | Svizzera (bandiera)    | D     | Marco Kehl-Gómez  |
| 33 | Germania (bandiera)    | D     | Michael Zant      |
| 35 | Germania (bandiera)    | D     | Furkan Zorba      |
| 36 | Serbia (bandiera)      | D     | Filip Kusić       |
| 37 | Germania (bandiera)    | C     | Nico Gorzel       |
| 39 | Germania (bandiera)    | P     | Max Engl          |
| 40 | Stati Uniti (bandiera) | P     | Jordaine Jaeger   |
| 44 | Germania (bandiera)    | C     | Fabijan Podunavac |

## Organigramma societario
Area tecnica
- Allenatore: Andreas Pummer
- Allenatore in seconda: Alper Kayabunar
- Preparatore dei portieri: Michael Hofmann
- Preparatori atletici:

## Calciomercato

### Sessione estiva
| Acquisti | Acquisti              | Acquisti           | Acquisti |
| R.       | Nome                  | da                 | Modalità |
| -------- | --------------------- | ------------------ | -------- |
| C        | Paterson Chato        | Wehen Wiesbaden    |          |
| C        | Philip Türpitz        | Hansa Rostock      |          |
| D        | Sebastian Hertner     | Lubecca            |          |
| D        | Marco Kehl-Gómez      | Rot-Weiss Essen    |          |
| D        | Moritz Kuhn           | Wehen Wiesbaden    |          |
| D        | Moritz Römling        | Wuppertal          |          |
| A        | Albion Vrenezi        | Jahn Ratisbona     |          |
| C        | Luis Jakobi           | Greuther Fürth II  |          |
| A        | Leroy-Jacques Mickels | Duisburg           |          |
| A        | Eric Hottmann         | Stoccarda II       |          |
| C        | Boubacar Barry        | Werder Brema II    |          |
| D        | Emre Kurt             | Ümraniyespor       |          |
| C        | Atakan Akkaynak       | Çaykur Rizespor    |          |
| C        | Nico Gorzel           | St. Pölten         |          |
| C        | Omar Sijarić          | Heidenheim U19     |          |
| A        | Petar Slišković       | Duisburg           |          |
| C        | Philipp Erhardt       | Mattersburg        |          |
| A        | Tom Boere             | Uerdingen 05       |          |
| A        | Amani Mbaraka         | FC Deisenhofen U19 |          |
| C        | Aaron Berzel          | Monaco 1860        |          |
| A        | Daniele Gabriele      | Carl Zeiss Jena    |          |
| C        | Fabijan Podunavac     | TuS Geretsried U19 |          |
| P        | Jordaine Jaeger       | Ingolstadt 04 U19  |          |
| D        | Yi-young Park         | St. Pauli          |          |
| C        | Alexander Laukart     | Den Bosch          |          |
| D        | Marco Metzger         | Heimstetten        |          |

| Cessioni | Cessioni           | Cessioni          | Cessioni |
| R.       | Nome               | a                 | Modalità |
| -------- | ------------------ | ----------------- | -------- |
| C        | Stefan Wächter     | Wacker Burghausen |          |
| D        | Mario Erb          | Hoffenheim II     |          |
| A        | Serhat Imsak       | Türkspor Augusta  |          |
| C        | Kasim Rabihic      | Verl              |          |
| D        | Marcel Spitzer     | Buchbach          |          |
| A        | Patrick Hasenhüttl | Unterhaching      |          |
| P        | Julian Kirr        | Pipinsried        |          |
| A        | Marian Knecht      | Pipinsried        |          |

### Sessione invernale
| Acquisti | Acquisti        | Acquisti          | Acquisti |
| R.       | Nome            | da                | Modalità |
| -------- | --------------- | ----------------- | -------- |
| D        | Maxime Awoudja  | Stoccarda         |          |
| A        | Noel Niemann    | Arminia Bielefeld |          |
| D        | Kilian Jakob    | Augusta II        |          |
| C        | Sebastian Maier | Bochum            |          |
| A        | Lucas Röser     | Kaiserslautern    |          |

| Cessioni | Cessioni         | Cessioni            | Cessioni |
| R.       | Nome             | a                   | Modalità |
| -------- | ---------------- | ------------------- | -------- |
| D        | Erol Erdal Alkan | Etăr                |          |
| D        | Thomas Haas      | Schweinfurt 05      |          |
| D        | Marco Metzger    | Vikt. Aschaffenburg |          |
| A        | Daniele Gabriele | Ulma                |          |
| A        | Tom Boere        | Meppen              |          |

## Risultati

### 3. Liga

#### Girone di andata
| Arbitro: | Osmanagic |

|                   |           |                      |
| Fein 23’ Kern 73’ | Marcatori | 10’ Sararer 81’ Holz |

| Arbitro: | Exner |

|                                    |           |  |
| Slišković 7’, 39’ Boere 55’ (rig.) | Marcatori |  |

| Arbitro: | Braun |

|                                                 |           |                                          |
| Just 27’ Martinovic 45’ (rig.) Boyamba 71’, 83’ | Marcatori | 13’, 59’ Slišković 42’ Sararer 68’ Sorge |

| Monaco di Baviera 10 ottobre 2020, ore 14:00 CEST 4ª giornata | Türkgücü | 0 – 0 referto | Wehen Wiesbaden | Stadio Olimpico (0 spett.)\| Arbitro: \| Sather \| |
| Arbitro:                                                      | Sather   |               |                 |                                                    |

| Arbitro: | Aarnink |

|                        |           |  |
| Müller 31’ Brünker 81’ | Marcatori |  |

| Arbitro: | Winter |

|                                                                |           |                                               |
| Boere 10’ (rig.) Erhardt 28’ Slišković 50’ Gabriele 67’ (rig.) | Marcatori | 26’ (aut.) Sorge 54’ (aut.) Velagić 56’ Röser |

| Arbitro: | Greif |

|  |           |             |
|  | Marcatori | 70’ Sararer |

| Arbitro: | Jöllenbeck |

|               |           |            |
| Slišković 34’ | Marcatori | 15’ Keller |

| Arbitro: | Schwengers |

|                                  |           |  |
| Bahn 7’ (rig.) Berzel 28’ (aut.) | Marcatori |  |

| Arbitro: | Brand |

|                    |           |                    |
| Slišković 48’, 66’ | Marcatori | 89’ (rig.) Vermeij |

| Arbitro: | Waschitzki-Günther |

|             |           |                                                 |
| Bünning 40’ | Marcatori | 15’ Slišković 43’ Kircicek 69’ Sorge 90’ Gorzel |

| Arbitro: | Stegemann |

|             |           |             |
| Bouziane 8’ | Marcatori | 60’ Mendler |

| Arbitro: | Hanslbauer |

|                            |           |                    |
| Greilinger 22’ Mölders 49’ | Marcatori | 26’, 70’ Slišković |

| Monaco di Baviera 19 gennaio 2021, ore 19:00 CET 14ª giornata | Türkgücü | 0 – 0 referto | Unterhaching | Stadio Olimpico (0 spett.)\| Arbitro: \| Speckner \| |
| Arbitro:                                                      | Speckner |               |              |                                                      |

| Arbitro: | Glaser |

|              |           |  |
| Mörschel 26’ | Marcatori |  |

| Arbitro: | Osmanagic |

|  |           |                                 |
|  | Marcatori | 12’, 60’ Derstroff 15’ Eberwein |

| Arbitro: | Fritsch |

|  |           |             |
|  | Marcatori | 62’ Sararer |

| Arbitro: | Schultes |

|             |           |  |
| Sararer 32’ | Marcatori |  |

| Arbitro: | Bauer |

|  |           |                           |
|  | Marcatori | 48’ Sararer 90’ Slišković |

#### Girone di ritorno
| Monaco di Baviera 22 gennaio 2021, ore 19:00 CET 20ª giornata | Türkgücü | 0 – 0 referto | Bayern Monaco II | Grünwalder Stadion (0 spett.)\| Arbitro: \| Cortus \| |
| Arbitro:                                                      | Cortus   |               |                  |                                                       |

| Kaiserslautern 26 gennaio 2021, ore 19:00 CET 21ª giornata | Kaiserslautern | 0 – 0 referto | Türkgücü | Fritz-Walter-Stadion (0 spett.)\| Arbitro: \| Winter \| |
| Arbitro:                                                   | Winter         |               |          |                                                         |

| Arbitro: | Petersen |

|  |           |                           |
|  | Marcatori | 20’ Costly 75’ Martinovic |

| Arbitro: | Erbst |

|                                |           |                    |
| Tietz 45’ Kuhn 87’ Nilsson 90’ | Marcatori | 82’ (rig.) Sararer |

| Arbitro: | Bauer |

|               |           |                    |
| Röser 6’, 12’ | Marcatori | 16’ (rig.) Gjasula |

| Arbitro: | Lechner |

|  |           |                        |
|  | Marcatori | 9’ Sararer 90’ Niemann |

| Arbitro: | Osmanagic |

|             |           |            |
| Sararer 90’ | Marcatori | 88’ Starke |

| Arbitro: | Braun |

|                                 |           |             |
| Schröck 14’ Kutschke 31’ (rig.) | Marcatori | 18’ Awoudja |

| Arbitro: | Fritz |

|  |           |                                         |
|  | Marcatori | 45’ Farrona-Pulido 59’ Bahn 90’ Omladič |

| Arbitro: | Fritsch |

|                                                 |           |                      |
| Bouhaddouz 47’ Stoppelkamp 66’ (rig.) Ademi 88’ | Marcatori | 8’ Röser 41’ Awoudja |

| Arbitro: | Haslberger |

|                         |           |  |
| Sararer 22’ Niemann 36’ | Marcatori |  |

| Arbitro: | Erbst |

|                               |           |           |
| Zeitz 2’ Shipnoski 14’ (rig.) | Marcatori | 67’ Röser |

| Arbitro: | Alt |

|  |           |                            |
|  | Marcatori | 59’ Neudecker 83’ Belkahia |

| Arbitro: | Sather |

|  |           |                       |
|  | Marcatori | 2’ Barry 89’ Kircicek |

| Arbitro: | Reichel |

|  |           |                         |
|  | Marcatori | 51’ Marcussen 68’ Pusch |

| Arbitro: | Koslowski |

|                                                 |           |               |
| Papadopoulos 8’ Vučur 60’ Eberwein 65’ Boyd 82’ | Marcatori | 31’ Slišković |

| Arbitro: | Weickenmeier |

|            |           |                          |
| Sijarić 3’ | Marcatori | 70’ Jürgensen 83’ Eilers |

| Arbitro: | Siewer |

|                                                             |           |  |
| Daferner 15’ Königsdörffer 27’ Mörschel 62’ Vlachodīmos 90’ | Marcatori |  |

| Arbitro: | Speckner |

|           |           |           |
| Jakob 54’ | Marcatori | 63’ Risse |

### Coppa Baviera
| 24 marzo 2021, ore 19:00 CET Primo turno play-off | Türkgücü | 2 – 0 | Unterhaching |  |

| 30 marzo 2021, ore 20:30 CEST Secondo turno play-off | Monaco 1860 | 0 – 1 | Türkgücü |  |

| 20 giugno 2021, ore 16:00 CEST Quarti di finale | TSV Abtswind | 3 – 5 | Türkgücü |  |

| 23 giugno 2021, ore 18:30 CEST Semifinale | Buchbach | 1 – 2 | Türkgücü |  |

| Arbitro: | Tiedeken |

|                                                                             |                      |                                                                             |
| Strobel Rietzler Luibrand Thiel Keckeisen Boyer Rupp Maiolo Enderle Wegmann | Tiri di rigore 7 – 8 | Mickels Kusić Kehl-Gómez Barry Türpitz Chato Hertner Jakobi Slišković Tosun |

## Statistiche

### Statistiche di squadra
| Competizione  | Punti | In casa | In casa | In casa | In casa | In casa | In casa | In trasferta | In trasferta | In trasferta | In trasferta | In trasferta | In trasferta | Totale | Totale | Totale | Totale | Totale | Totale | DR  |
| Competizione  | Punti | G       | V       | N       | P       | Gf      | Gs      | G            | V            | N            | P            | Gf           | Gs           | G      | V      | N      | P      | Gf     | Gs     | DR  |
| ------------- | ----- | ------- | ------- | ------- | ------- | ------- | ------- | ------------ | ------------ | ------------ | ------------ | ------------ | ------------ | ------ | ------ | ------ | ------ | ------ | ------ | --- |
| 3. Liga       | 47    | 19      | 6       | 7       | 6       | 19      | 23      | 19           | 6            | 4            | 9            | 26           | 32           | 38     | 12     | 11     | 15     | 45     | 55     | -10 |
| Coppa Baviera | -     | 1       | 1       | 0       | 0       | 2       | 0       | 4            | 3            | 1            | 0            | 8            | 4            | 5      | 4      | 1      | 0      | 10     | 4      | +6  |
| Totale        | 47    | 20      | 7       | 7       | 6       | 21      | 23      | 23           | 9            | 5            | 9            | 34           | 36           | 43     | 16     | 12     | 15     | 55     | 59     | -4  |

### Andamento in campionato
| Giornata  | 1 | 2 | 3 | 4 | 5  | 6  | 7 | 8 | 9 | 10 | 11 | 12 | 13 | 14 | 15 | 16 | 17 | 18 | 19 | 20 | 21 | 22 | 23 | 24 | 25 | 26 | 27 | 28 | 29 | 30 | 31 | 32 | 33 | 34 | 35 | 36 | 37 | 38 |
| --------- | - | - | - | - | -- | -- | - | - | - | -- | -- | -- | -- | -- | -- | -- | -- | -- | -- | -- | -- | -- | -- | -- | -- | -- | -- | -- | -- | -- | -- | -- | -- | -- | -- | -- | -- | -- |
| Luogo     | T | C | T | C | T  | C  | T | C | T | C  | T  | C  | T  | C  | T  | C  | T  | C  | T  | C  | T  | C  | T  | C  | T  | C  | T  | C  | T  | C  | T  | C  | T  | C  | T  | C  | T  | C  |
| Risultato | N | V | N | N | P  | V  | V | N | P | V  | V  | N  | N  | N  | P  | P  | V  | V  | V  | N  | N  | P  | P  | V  | V  | N  | P  | P  | P  | V  | P  | P  | V  | P  | P  | P  | P  | N  |
| Posizione | 7 | 2 | 6 | 9 | 11 | 10 | 8 | 6 | 7 | 6  | 5  | 6  | 6  | 6  | 7  | 9  | 8  | 7  | 4  | 5  | 6  | 6  | 8  | 8  | 8  | 8  | 8  | 8  | 9  | 8  | 8  | 9  | 9  | 9  | 10 | 11 | 13 | 13 |

Legenda:

Luogo: C = Casa; T = Trasferta. Risultato: V = Vittoria; N = Pareggio; P = Sconfitta.

### Statistiche dei giocatori
| Giocatore     | Coppa Baviera | Coppa Baviera | Coppa Baviera | Coppa Baviera | 3. Liga  | 3. Liga | 3. Liga     | 3. Liga    | Totale   | Totale | Totale      | Totale     |
| Giocatore     | Presenze      | Reti          | Ammonizioni   | Espulsioni    | Presenze | Reti    | Ammonizioni | Espulsioni | Presenze | Reti   | Ammonizioni | Espulsioni |
| ------------- | ------------- | ------------- | ------------- | ------------- | -------- | ------- | ----------- | ---------- | -------- | ------ | ----------- | ---------- |
| A. Akkaynak   | 0             | 0             | 0             | 0             | 9        | 0       | 1           | 0          | 9        | 0      | 1           | 0          |
| E. Alkan      | 0             | 0             | 0             | 0             | 4        | 0       | 1           | 0          | 4        | 0      | 1           | 0          |
| M. Awoudja    | 0             | 0             | 0             | 0             | 11       | 2       | 0           | 0          | 11       | 2      | 0           | 0          |
| B. Barry      | 1             | 0             | 1             | 0             | 20       | 1       | 4           | 0          | 21       | 1      | 5           | 0          |
| A. Berzel     | 0             | 0             | 0             | 0             | 26       | 0       | 11          | 1          | 26       | 0      | 11          | 1          |
| T. Boere      | 0             | 0             | 0             | 0             | 9        | 2       | 0           | 0          | 9        | 2      | 0           | 0          |
| M. Bouziane   | 0             | 0             | 0             | 0             | 9        | 1       | 0           | 0          | 9        | 1      | 0           | 0          |
| P. Chato      | 1             | 0             | 0             | 0             | 0        | 0       | 0           | 0          | 1        | 0      | 0           | 0          |
| M. Engl       | 0             | 0             | 0             | 0             | 0        | 0       | 0           | 0          | 0        | 0      | 0           | 0          |
| P. Erhardt    | 0             | 0             | 0             | 0             | 29       | 1       | 2           | 0          | 29       | 1      | 2           | 0          |
| K. Fischer    | 0             | 0             | 0             | 0             | 26       | 0       | 8           | 0          | 26       | 0      | 8           | 0          |
| F. Flückiger  | 1             | 0             | 0             | 0             | 0        | 0       | 0           | 0          | 1        | 0      | 0           | 0          |
| D. Gabriele   | 0             | 0             | 0             | 0             | 5        | 1       | 0           | 0          | 5        | 1      | 0           | 0          |
| N. Gorzel     | 1             | 0             | 0             | 0             | 26       | 1       | 5           | 0          | 27       | 1      | 5           | 0          |
| T. Haas       | 0             | 0             | 0             | 0             | 0        | 0       | 0           | 0          | 0        | 0      | 0           | 0          |
| S. Hertner    | 1             | 0             | 0             | 0             | 0        | 0       | 0           | 0          | 1        | 0      | 0           | 0          |
| M. Holz       | 0             | 0             | 0             | 0             | 6        | 1       | 0           | 0          | 6        | 1      | 0           | 0          |
| E. Hottmann   | 0             | 0             | 0             | 0             | 0        | 0       | 0           | 0          | 0        | 0      | 0           | 0          |
| J. Jaeger     | 0             | 0             | 0             | 0             | 0        | 0       | 0           | 0          | 0        | 0      | 0           | 0          |
| K. Jakob      | 0             | 0             | 0             | 0             | 14       | 1       | 0           | 0          | 14       | 1      | 0           | 0          |
| L. Jakobi     | 1             | 0             | 0             | 0             | 0        | 0       | 0           | 0          | 1        | 0      | 0           | 0          |
| K. Kavuk      | 0             | 0             | 0             | 0             | 0        | 0       | 0           | 0          | 0        | 0      | 0           | 0          |
| M. Kehl-Gómez | 1             | 0             | 1             | 0             | 0        | 0       | 0           | 0          | 1        | 0      | 1           | 0          |
| F. Kircicek   | 0             | 0             | 0             | 0             | 22       | 2       | 3           | 0          | 22       | 2      | 3           | 0          |
| B. Kirsch     | 0             | 0             | 0             | 0             | 13       | 0       | 1           | 0          | 13       | 0      | 1           | 0          |
| M. Kuhn       | 1             | 0             | 0             | 0             | 0        | 0       | 0           | 0          | 1        | 0      | 0           | 0          |
| F. Kusić      | 1             | 0             | 1             | 0             | 28       | 0       | 5           | 0          | 29       | 0      | 6           | 0          |
| A. Laukart    | 0             | 0             | 0             | 0             | 8        | 0       | 2           | 0          | 8        | 0      | 2           | 0          |
| S. Maier      | 0             | 0             | 0             | 0             | 15       | 0       | 2           | 0          | 15       | 0      | 2           | 0          |
| A. Mbaraka    | 0             | 0             | 0             | 0             | 0        | 0       | 0           | 0          | 0        | 0      | 0           | 0          |
| L. Mickels    | 1             | 0             | 0             | 0             | 0        | 0       | 0           | 0          | 1        | 0      | 0           | 0          |
| N. Niemann    | 0             | 0             | 0             | 0             | 14       | 2       | 0           | 0          | 14       | 2      | 0           | 0          |
| Y. Park       | 0             | 0             | 0             | 0             | 28       | 0       | 1           | 0          | 28       | 0      | 1           | 0          |
| F. Podunavac  | 0             | 0             | 0             | 0             | 0        | 0       | 0           | 0          | 0        | 0      | 0           | 0          |
| M. Römling    | 0             | 0             | 0             | 0             | 0        | 0       | 0           | 0          | 0        | 0      | 0           | 0          |
| L. Röser      | 0             | 0             | 0             | 0             | 19       | 4       | 2           | 0          | 19       | 4      | 2           | 0          |
| S. Sararer    | 1             | 0             | 1             | 0             | 29       | 10      | 8           | 0          | 30       | 10     | 9           | 0          |
| Y. Scintu     | 0             | 0             | 0             | 0             | 0        | 0       | 0           | 0          | 0        | 0      | 0           | 0          |
| O. Sijarić    | 0             | 0             | 0             | 0             | 27       | 1       | 1           | 0          | 27       | 1      | 1           | 0          |
| P. Slišković  | 1             | 0             | 0             | 0             | 29       | 13      | 2           | 0          | 30       | 13     | 2           | 0          |
| A. Sorge      | 0             | 0             | 0             | 0             | 33       | 2       | 9           | 0          | 33       | 2      | 9           | 0          |
| S. Stangl     | 0             | 0             | 0             | 0             | 16       | 0       | 2           | 0          | 16       | 0      | 2           | 0          |
| Ü. Tosun      | 1             | 0             | 0             | 0             | 26       | 0       | 2           | 0          | 27       | 0      | 2           | 0          |
| P. Türpitz    | 1             | 0             | 0             | 0             | 0        | 0       | 0           | 0          | 1        | 0      | 0           | 0          |
| A. Velagić    | 0             | 0             | 0             | 0             | 6        | 0       | 1           | 0          | 6        | 0      | 1           | 0          |
| R. Vollath    | 1             | 0             | 0             | 0             | 38       | 0       | 4           | 0          | 39       | 0      | 4           | 0          |
| A. Vrenezi    | 1             | 0             | 0             | 0             | 0        | 0       | 0           | 0          | 1        | 0      | 0           | 0          |
| M. Zant       | 0             | 0             | 0             | 0             | 0        | 0       | 0           | 0          | 0        | 0      | 0           | 0          |
| F. Zorba      | 0             | 0             | 0             | 0             | 12       | 0       | 3           | 0          | 12       | 0      | 3           | 0          |